# 고용동향조사
고용동향조사(일본어: 雇用動向調査 코요도코쵸사[*])는 일본 후생노동성이 정기적으로 실시하는 고용에 관한 조사다. 통계법에 따라 매년 상반기와 하반기 연 2회 실시한다. 구직자가 국내 주요 산업에 취업하고 있는 상황과 산업 종사 근로자가 이직하는 상황, 사정에 대한 조사가 이루어진다. 국내에서의 노동력 동향과 구인정보의 실태를 밝히는 것이 조사 목적이다.
1948년부터 실시된 고용상태조사(雇用状態調査)를 기원으로 한다. 1952년에는 노동이동조사(労働異動調査), 1956년부터 실업자귀추조사(失業者帰趨調査)가 실시되어 1963년까지 병행실시되었다. 1964년 세 조사를 통합하면서 고용동향조사가 만들어져 현재에 이른다.